# Polycyrtus nigroscutellatus
Polycyrtus nigroscutellatus är en stekelart som först beskrevs av Brulle 1846.  Polycyrtus nigroscutellatus ingår i släktet Polycyrtus och familjen brokparasitsteklar. Inga underarter finns listade i Catalogue of Life.